# Panthea gigantea
Panthea gigantea är en fjärilsart som beskrevs av French 1890. Panthea gigantea ingår i släktet Panthea och familjen Pantheidae. Inga underarter finns listade i Catalogue of Life.